# Christuskirche (Hamburg-Eimsbüttel)

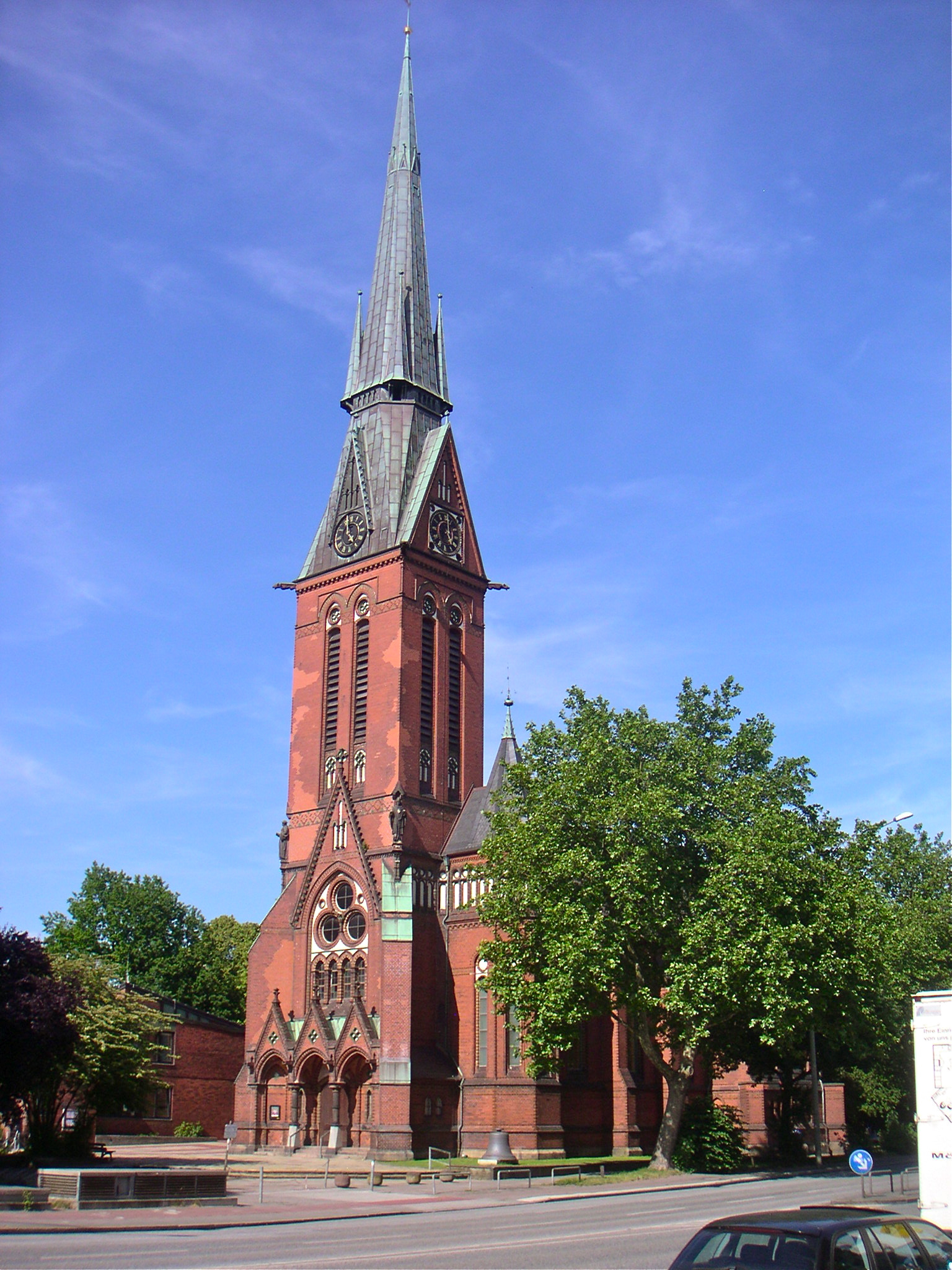
Westseite der Kirche, im Vordergrund die Fruchtallee

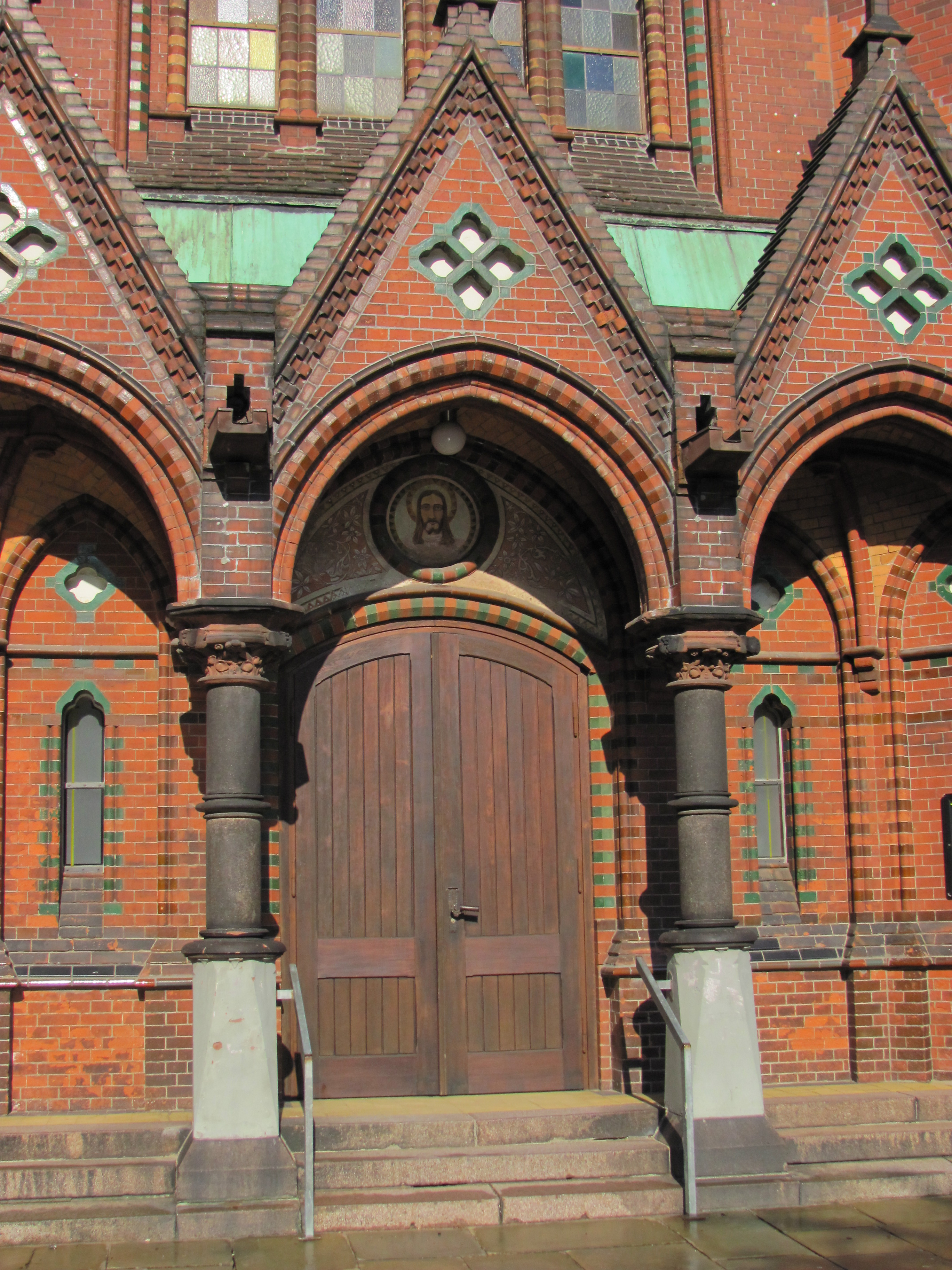
Detail des Portals

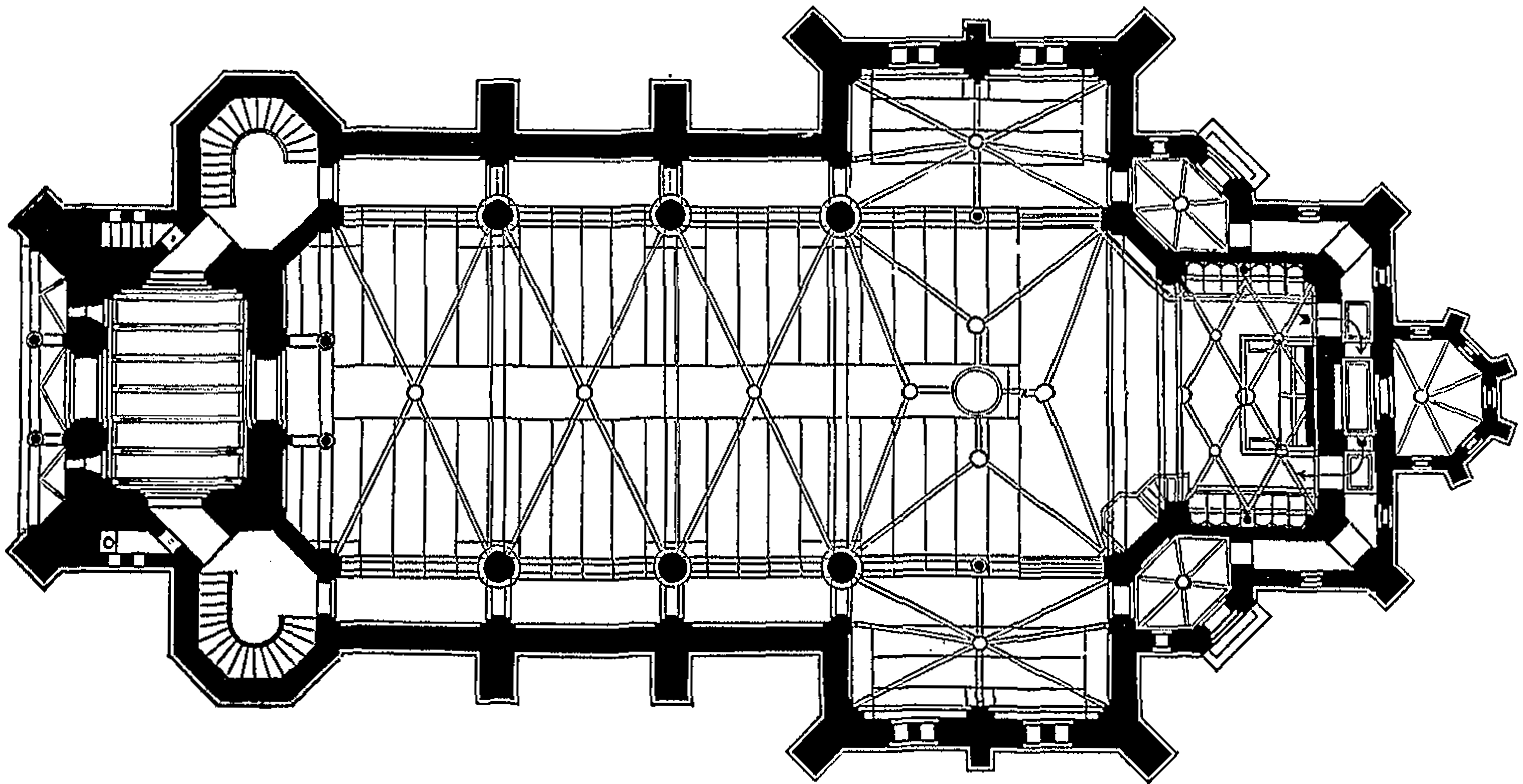
Plan des Grundrisses (1883), Portal links. Die Seitenschiffe existieren heute nicht mehr.

Die Christuskirche in Hamburg-Eimsbüttel ist eine evangelisch-lutherische Kirche. Sie wurde 1882 bis 1884 nach einem Entwurf des Berliner Architekten Johannes Otzen im Stil der Neugotik erbaut. Die im Zweiten Weltkrieg stark zerstörte Kirche wurde in den 1950er Jahren wieder aufgebaut und steht seit 2007 als Ensemble zusammen mit den Pfarrhäusern und dem 1967/68 erbauten Gemeindehaus unter Denkmalschutz.

## Geschichte und Gebäude

### Vorgeschichte
Die nach Osten und Norden gelegenen Vororte Hamburgs, also Rotherbaum, Harvestehude, Eimsbüttel, Eppendorf, Winterhude, Uhlenhorst westlich bis nördlich der Außenalster und Barmbek, Hohenfelde, Eilbeck, Borgfelde, Hamm, Horn und Billwerder Ausschlag östlich der Außenalster, entwickelten sich nach der Aufhebung der Torsperre 1860 stürmisch. Die wachsenden Vororte wurden von den Pfarreien in St. Georg, der Landgemeinde Moorfleet bzw. den Kirchspielen Eppendorf (wie Eimsbüttel) oder Hamm versorgt, was zu untragbaren Zuständen in den dafür zu klein ausgelegten Kirchen führte. Daher wurden um 1880 herum in kurzer Zeit eine Reihe von Vorortkirchen gebaut, die teilweise seinerzeit noch nicht zu Hamburg gehörten. Dazu zählen als erster Neubau St. Johannis im von Eppendorf ausgepfarrten Harvestehude (Eröffnung 1882), dann die ebenfalls von Johannes Otzen entworfene Kirche St. Gertrud in Uhlenhorst (Eröffnung 1886). In Altona baute Otzen St. Johannis (Eröffnung 1873) und St. Petri (Eröffnung 1883), die ebenfalls zu den Schwesterkirchen der Christuskirche zählen. Die Christuskirche wurde entlang einer Ausfallstraße (der heutigen Fruchtallee) in ein geplantes Stadterweiterungsgebiet gesetzt, der Stadtteil Eimsbüttel folgte erst später um die Kirche herum.

### Bau der Kirche
Ende 1881 veranstaltete die Gemeinde Eimsbüttel einen Architektenwettbewerb, bei dem drei eingereichte Entwürfe prämiert wurden: von Wilhelm Hauers (Hamburg), Johannes Otzen (Berlin) und Johannes Vollmer (ebenfalls Berlin). Die Preisrichter empfahlen den Entwurf von Hauers, von dem auch St. Johannis Harvestehude stammte, mit Änderungen zur Verwirklichung. Nach längeren Verhandlungen entschied sich der Kirchenvorstand aber für Otzens Entwurf. Dieser sah ein dreischiffiges Gebäude mit Querschiff und geradem Chor vor, das sich an den Prinzipien der Backsteingotik orientieren sollte. Insgesamt fiel der Bau aus Kostengründen jedoch etwas kleiner aus, als vom Architekten gewünscht.
In den nächsten Jahren gründete die Gemeinde Eimsbüttel im sich rasch verdichtenden Stadtgebiet Ableger, die zu eigenständigen Gemeinden mit drei eigenen Kirchen wurden: Apostelkirche (1894), Stephanuskirche und Philippuskirche. 1913 eröffnete die U-Bahn-Linie 2 auf der Strecke Schlump – Christuskirche – Emilienstraße. Die nach der Christuskirche benannte U-Bahn-Station liegt direkt vor der Kirche.

### Beschädigung und Wiederaufbau
Im Zweiten Weltkrieg wurde die Kirche bei Luftangriffen 1943 und 1944 stark beschädigt. Dabei wurden das Deckengewölbe, der gesamte Chor, das nördliche Querschiff und die Fenster komplett zerstört. Von der Inneneinrichtung blieb nur das Altarkreuz erhalten. Die zerstörten Teile wurden unter der Leitung von R. Vogts nach dem Krieg im Stil der 1950er-Jahre wieder aufgebaut. Dies erkennt man insbesondere an der schlichteren Chorfassade und dem fehlenden Dachreiter auf dem Langhaus.

### Neuere Umbauten und Renovierungen
Am 28. Dezember 1982 schlug frühmorgens der Blitz in den Turm des Gotteshauses ein. Ein sechs Stunden brennendes Feuer brach aus, schließlich brach die oberste Turmspitze mit Wetterhahn und Kugel ab und bohrte sich in das Dach der Kirche. Ein Schaden von 750.000 D-Mark entstand. Der Blitzeinschlag brachte zugleich ein Stück Kirchengeschichte zum Vorschein: Es wurde in dem herabgestürzten Stück eine Kassette mit Dokumenten aus der Zeit des Baus der Kirche gefunden. So wurden etwa Angaben zum Stifter des Altars und der Kanzel, Gottfried Holthusen, nach dem auch das Holthusenbad benannt ist, gefunden.
Die vier Kirchengemeinden im Stadtteil Eimsbüttel (Christuskirche, Apostelkirche, Stephanuskirche, Bethlehemkirche als Nachfolger der zerstörten Philippuskirche) fusionierten 1998 zu einer Gemeinde. Seit 2005 sind die Stephanus- und die Bethlehemkirche entwidmet. Von 2007 bis 2008 wurde die Christuskirche nach Plänen des Architektenbüros Stölken und Schmidt grundlegend renoviert. Besonders der Innenraum wurde komplett neu gestaltet. Dabei ersetzten die Architekten das Tonnengewölbe durch eine Flachdecke und orientierten sich im gesamten Erscheinungsbild an einem reizvollen Kontrast zwischen Ziegel und weißen Putzflächen.

## Ausstattung

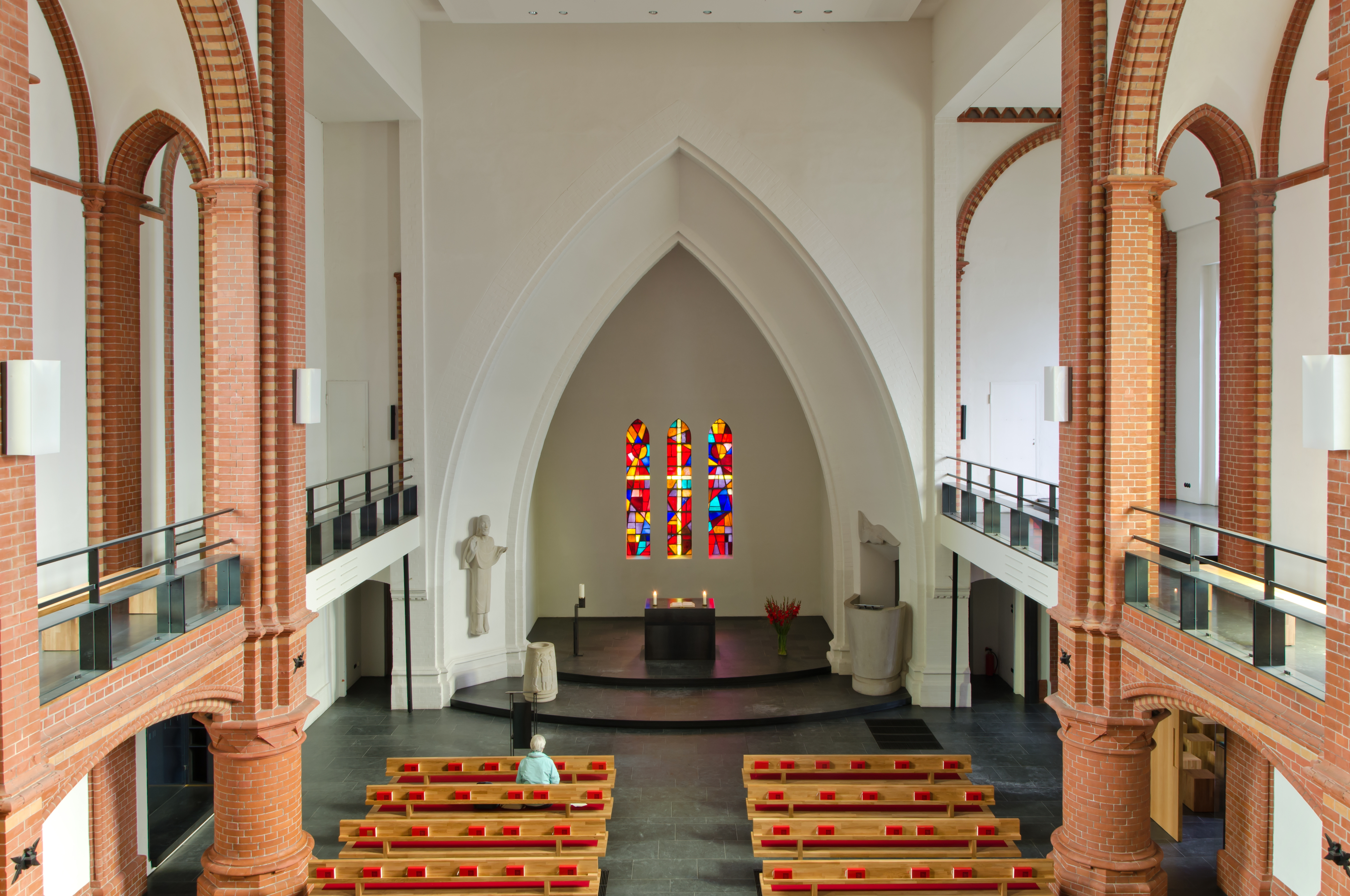
Blick von der Orgelempore

Auffällig ist der expressionistisch wirkende schlichte Spitzbogen vor dem Altarraum, der sowohl den Altar selber als auch die Fenster dahinter betont. Drei Flachreliefs von Jakobus, Paulus und Johannes, Christusfigur, Kanzelaufstieg und Taufstein stammten von Karl Schubert. Die heutigen Fenster wurden von Matthias Schmidt gestaltet.
Seit dem Umbau 2008 stehen schlichte Eichenbänke im Hauptraum, der einen neuen Bodenbelag aus grauen Schieferplatten erhalten hat. Der Altar ist ein schlichter Quader, der wie die Emporengeländer aus schwarzem Stahl besteht.

## Glocken
Bei Einweihung besaß die Kirche vier Bronzeglocken, die alle während des Ersten Weltkriegs für Rüstungszwecke eingeschmolzen wurden. Heute befinden sich in der Kirche fünf Glocken. Vier Bronzeglocken stammen aus der entwidmeten Bethlehemkirche und ersetzten 2008 die bis zu diesem Jahr noch in Gebrauch befindlichen drei Stahlglocken aus dem Jahr 1925. Im Jahre 2010 wurde das Geläut um eine gespendete fünfte Bronzeglocke erweitert. Die neueste Glocke stammt aus der Glockengießerei Rincker, hat 1,25 m Durchmesser, wiegt mehr als 1200 kg und trägt die Inschrift Ich bin der Weg und die Wahrheit und das Leben. Das volle Geläut ertönt in der Schlagtonfolge f' a' c" d" f".
| Nr. | Schlagton | Gewicht (kg) | Durchmesser (mm) | Gießer, Gussort                          | Gussjahr | Inschrift |
| --- | --------- | ------------ | ---------------- | ---------------------------------------- | -------- | --- |
| 1   | f1        | 1150         | 1220             | Glocken- und Kunstgießerei Rincker, Sinn | 2010     | „ICH BIN DER WEG UND DIE WAHRHEIT UND DAS LEBEN JOH. 14 . 6“                                                       |
| 2   | a1        | 700          | 1005             | Glockengießerei Gebr. Rincker, Sinn      | 1960     | „BETHLEHEM-KIRCHE HAMBURG 1960“ „wunderbar rat kraft +held ewig-vater friede-fürst“                                |
| 3   | c2        | 420          | 850              | Glockengießerei Gebr. Rincker, Sinn      | 1960     | „BETHLEHEM-KIRCHE HAMBURG 1960“                                                                                    |
| 4   | d2        | 300          | 760              | Glockengießerei Gebr. Rincker, Sinn      | 1959     | „BETHLEHEM-KIRCHE HAMBURG 1959“ „CHRISTUS NATUS EX MARIA“                                                          |
| 5   | f2        | 170          | 630              | Glockengießerei Gebr. Rincker, Sinn      | 1959     | „BETHLEHEM-KIRCHE HAMBURG 1959“ „GOTT VATER kyrie + eleison SOHN christe + eleison HEILIGER GEIST kyrie + eleison“ |

## Orgel

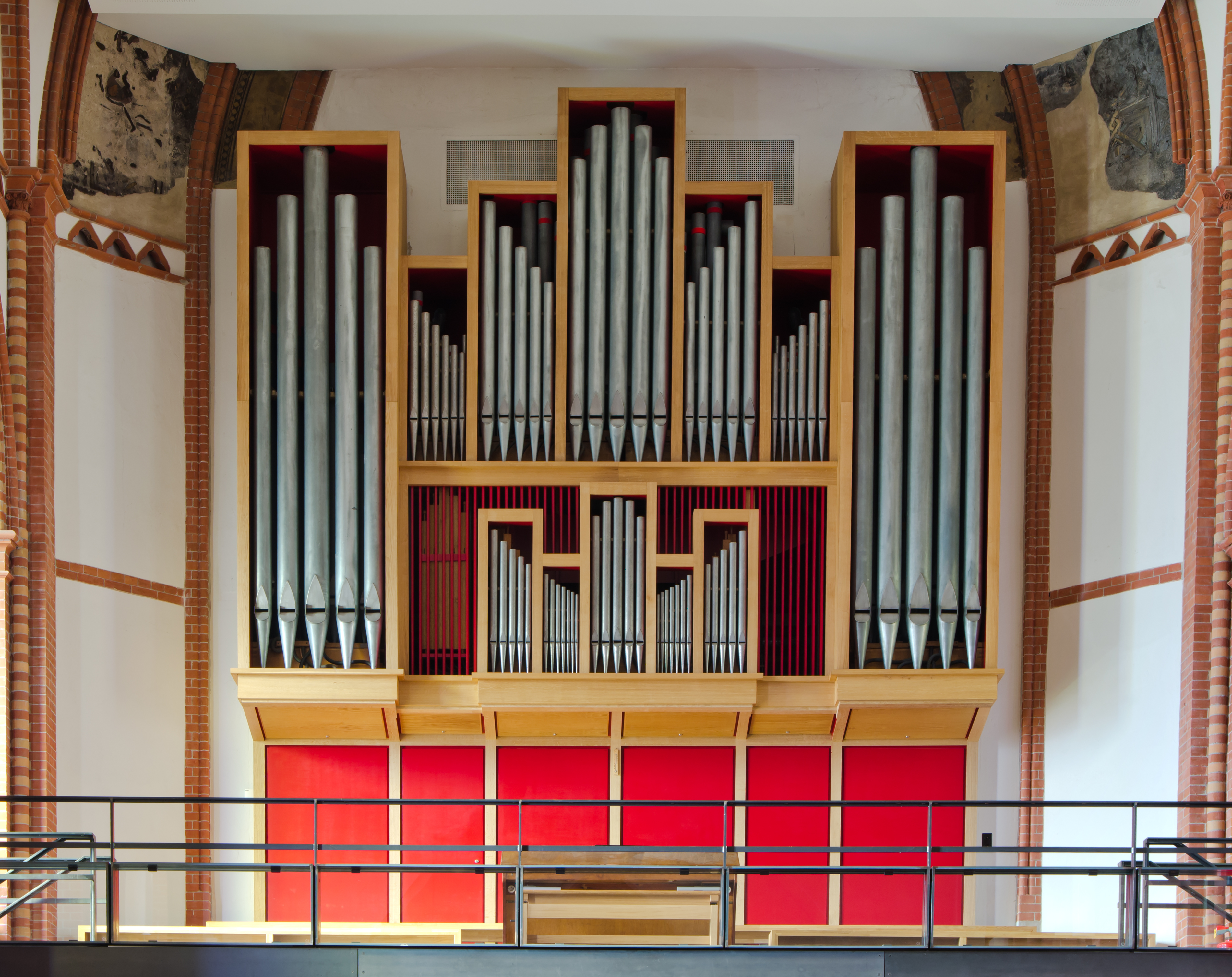
Heutiger Orgelprospekt

Die große Orgel der Christuskirche wurde 1956 von der Orgelbaufirma Rudolf von Beckerath (Hamburg) erbaut. Das Schleifladen-Instrument hat 24 Register auf zwei Manualen und Pedal. Die Spiel- und Registertrakturen sind mechanisch. Ihre Disposition lautet:
| I Hauptwerk C– |              |       |
| 1.             | Quintadena   | 16′   |
| 2.             | Prinzipal    | 8′    |
| 3.             | Spitzflöte   | 8′    |
| 4.             | Oktave       | 4′    |
| 5.             | Quinte       | 2 ⁄3′ |
| 6.             | Oktave       | 2′    |
| 7.             | Mixtur IV-VI |       |
| 8.             | Trompete     | 8′    |

| II Brustwerk C– |                 |       |
| 9.              | Holzgedackt     | 8′    |
| 10.             | Prinzipal       | 4′    |
| 11.             | Rohrflöte       | 4′    |
| 12.             | Waldflöte       | 2′    |
| 13.             | Nasat           | 1 ⁄3′ |
| 14.             | Sesquialtera II |       |
| 15.             | Scharf III      |       |
| 16.             | Krummhorn       | 8′    |
|                 | Tremulant       |       |

| Pedalwerk C– |                |     |
| 17.          | Prinzipal      | 16′ |
| 18.          | Oktave         | 8′  |
| 19.          | Oktave         | 4′  |
| 20.          | Nachthorn      | 2′  |
| 21.          | Mixtur VI      |     |
| 22.          | Stille Posaune | 16′ |
| 23.          | Trompete       | 8′  |
| 24.          | Cornett        | 2′  |

- Koppeln: II/I, I/P, II/P

Neben der Hauptorgel verfügt die Kirche noch über eine Truhenorgel des Orgelbauers Kurt Quathamer aus dem Jahre 2008.

## Fotografien und Karte
Koordinaten: 53° 34′ 11″ N, 9° 57′ 42″ O

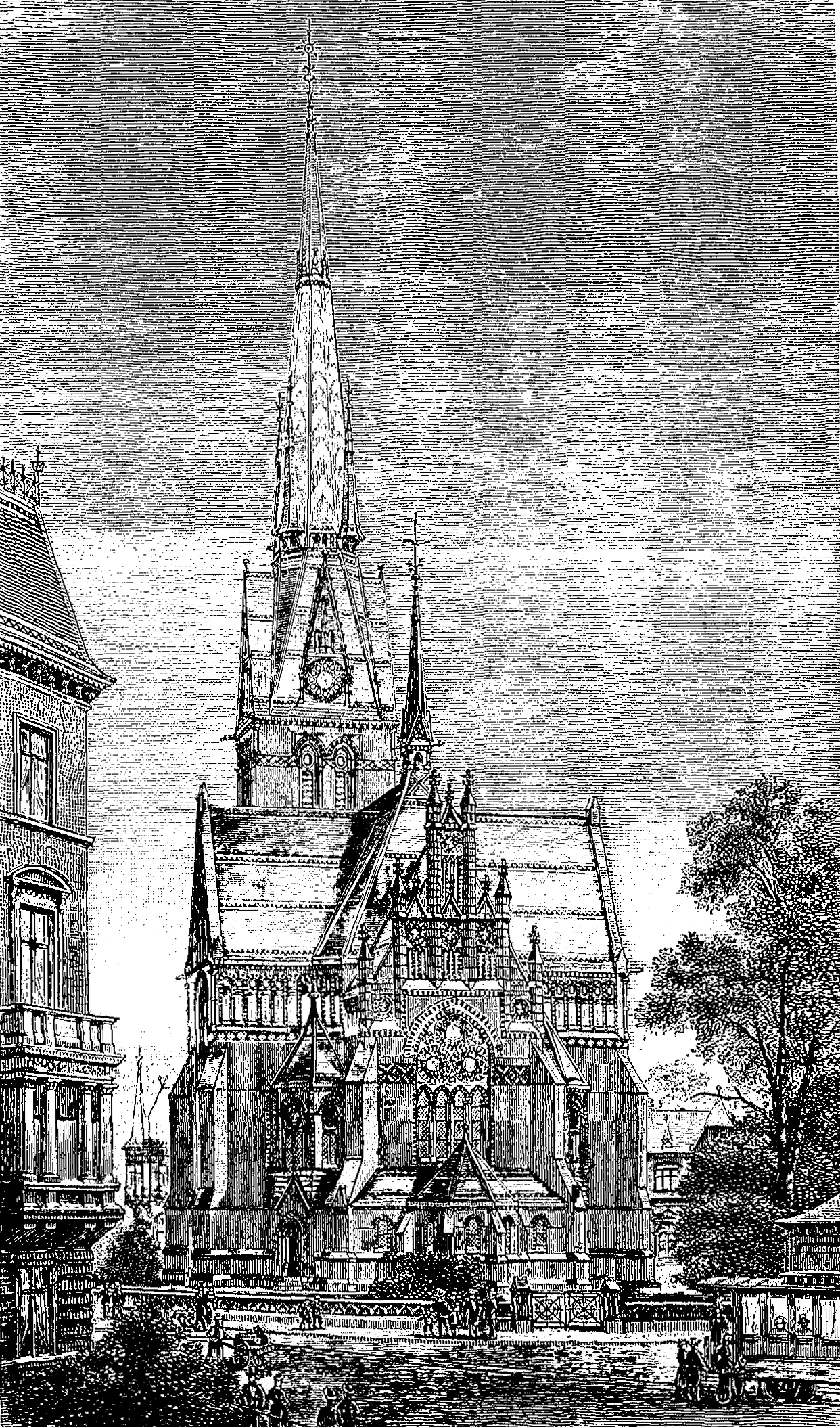
Entwurfszeichnung 1883
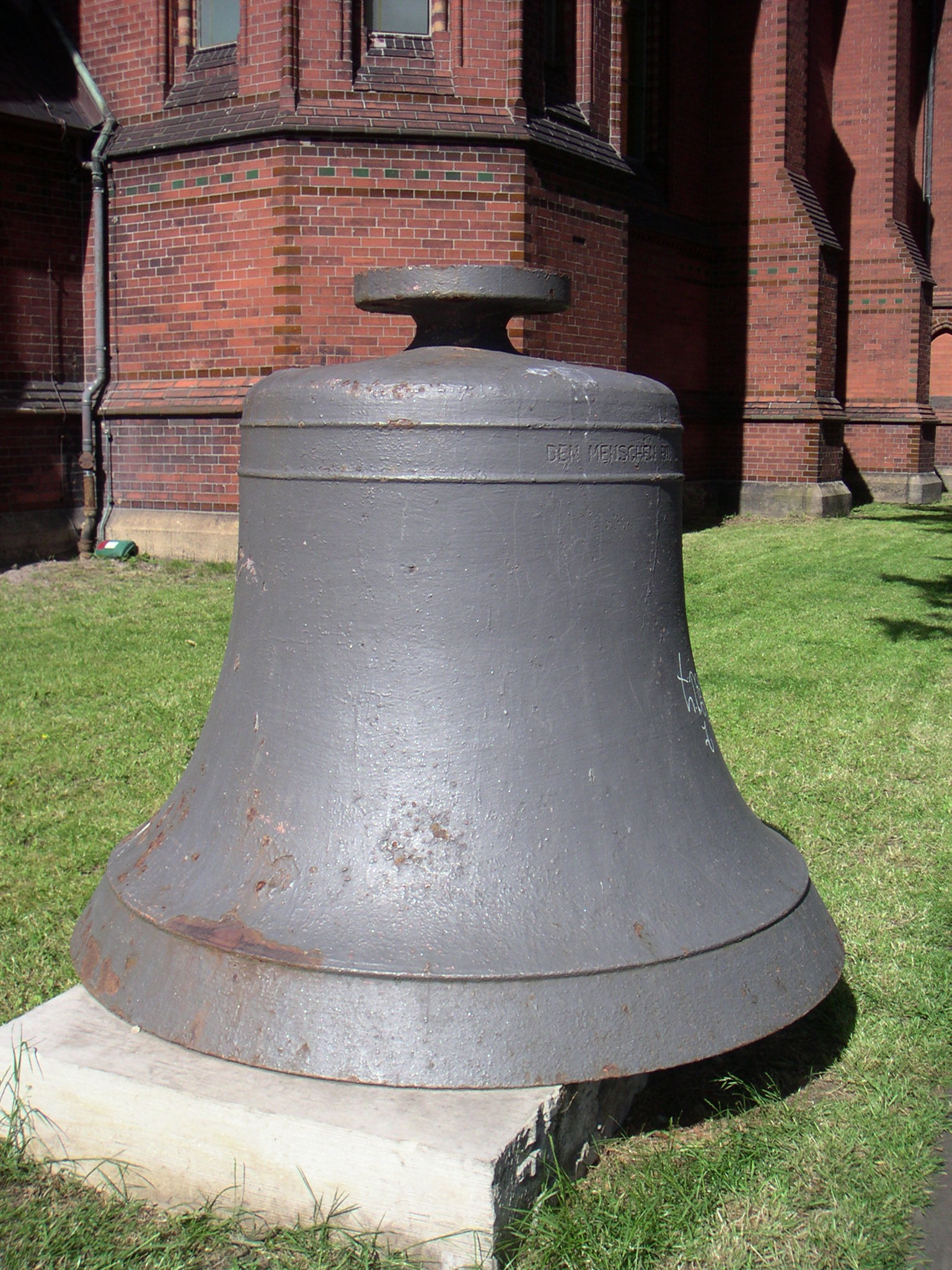
Alte Kirchenglocke vor dem Gebäude
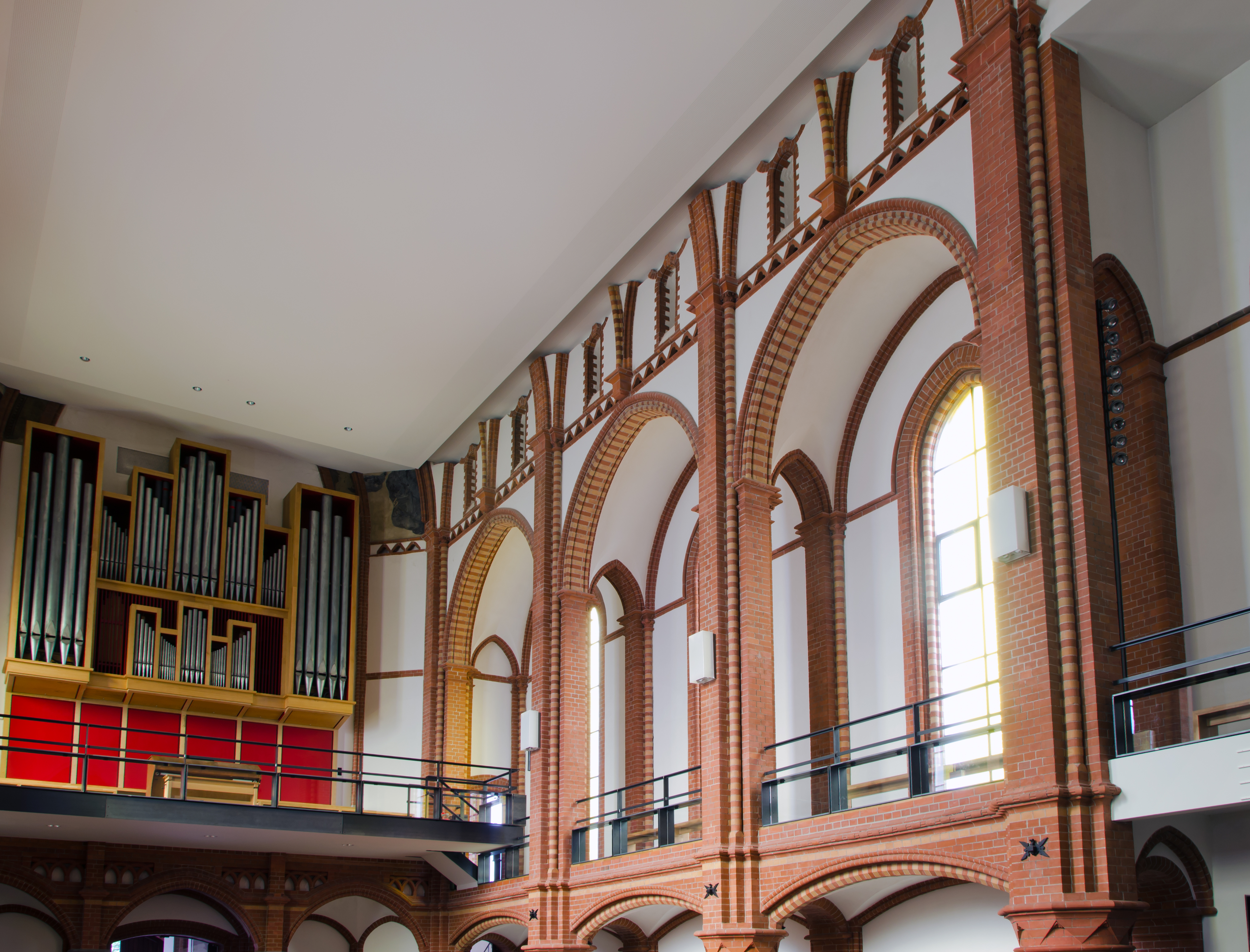
Innenraum, Nordwand